# 539 Pamina
Az 539 Pamina egy a Naprendszer kisbolygói közül, amit Max Wolf fedezett fel 1904. augusztus 2-án.